# 袁準
袁 準（えん じゅん、生没年不詳）は、三国時代の魏から西晋にかけての官僚・儒学者。字は孝尼。豫州陳郡扶楽県（現在の河南省太康県）の人。

## 生涯
袁渙の四男として建安年間に生まれた。竹林の七賢の一人である嵆康に師事した。袁準は嵆康が得意とした「広陵散」と呼ばれる琴の曲の教授を何度も願ったが、嵆康は惜しみ、これを教えなかった。嵆康は讒言によって死罪となり刑の直前にこの曲を演奏し「広陵散、今に於いて絶ゆ」と言い残し処刑されたという。
袁準は忠信公正で知られ、人に教授を請うことを恥じなかった、世情が険しくなったため、あえて栄達を望まず、多くの著書を残し、治世について談論した。俊才として名声を博し、西晋の泰始年間のごろには給事中を務めていたと言う。著作に『儀礼喪服経注』1巻・『袁子正論』19巻・『袁子正書』25巻・『袁子集』2巻などがある。

## 家族

### 父
- 袁渙 - 字は曜卿、後漢末の郎中令

### 兄
- 袁侃
- 袁㝢
- 袁奥[5]

### 子
- 袁沖 - 字は景玄、西晋の光禄勲

### 孫
- 袁耽 - 字は彦道、東晋の建威将軍・歴陽郡太守[6]
- 袁女皇 - 殷浩にとついだ
- 袁女正 - 謝尚（謝安の伯父の謝鯤の子）にとついだ